# Нінетт де Валуа
Нінетт де Валуа (справжнє ім'я Едріс Станнус; 6 червня 1898 — 8 березня 2001) — ірландсько-британська танцюристка, педагогиня, хореографка та режисерка класичного балету. Засновниця «Королівського балету», однієї з найвідоміших балетних труп ХХ століття та однієї з провідних балетних труп у світі. Вона також заснувала Королівську балетну школу та гастрольну компанію, яка стала Королівським балетом Бірмінгема. Вважається однією з найвпливовіших фігур в історії балету та «хрещеною матір'ю» англійського та ірландського балету.

## Життєпис
Нінетт де Валуа народилася 6 червня 1898 року як Едріс Станнус у будинку Baltyboys, садибі XVIII століття поблизу міста Блесінгтон, графство Віклоу, Ірландія, яка тоді ще була частиною Сполученого Королівства. Член дворянської родини, вона була другою дочкою підполковника Томаса Станнуса ДСО, офіцера британської армії та Елізабет Грейдон Сміт, скляру, відому як «Ліліт Станнус». Вона була правнучкою по материнській лінії діаристки Елізабет Грант Сміт і правнучкою по материнській лінії шотландського політика Джона Пітера Гранта. Через матір вона також була правнучкою сера Джона Пітера Гранта та двоюрідною сестрою, двічі вилученою з леді Стречі. У 1905 році вона переїхала до Англії  щоб жити з бабусею у Кенті. Вона почала відвідувати уроки балету в 1908 році, у віці 10 років.
У 1935 році у Віндзорі одружилася з Артуррм Блекаллом Коннеллом (1902—1987), хірургом з Вондсворта, що працював лікарем загальної практики в Барнсі, Лондон, де вони жили, а пізніше — у Сунінгдейлі, Беркшир. Шлюб був бездітним, але де Валуа мала двох пасинків, у тому числі доктор Девід Блекколл Коннелл (нар. 1930), який у 1955 р. одружився зі Сьюзен Джин Карнегі, дочкою Джона Карнегі, 12-го графа Нортезького; у них було двоє синів і дочка.
Де Валуа відрізняла своє особисте життя від професійного, згадуючи про шлюб лише коротко у своїх автобіографічних творах. У квітні 1964 року вона була предметом «Це твоє життя», коли її здивував Імонн Ендрюс у будинку танцюриста Фредеріка Ештона в Лондоні. Вона продовжувала публічно виступати до самої смерті у Лондоні у віці 102 років. 
У 1991 році де Валуа з'явилася на дисках Desert Island BBC Radio 4. Її обрана книга — це збірка віршів, а її розкішний предмет — вічна пляшка снодійного.

## Танцювальна кар'єра
У тринадцятирічному віці Станнус розпочала професійну підготовку в польській Академії для дітей. Саме в цей час вона змінила ім'я на Нінетт де Валуа  і дебютувала як професійна танцівниця в пантомімі в театрі ліцею в Вест -Енді.
У 1919 році у віці 21 року вона була призначена головною танцюристкою опери Бічем, яка тоді була резидентом оперної трупи Королівського оперного театру. Вона продовжувала вивчати балет у відомих викладачів, серед яких Едуард Еспіноса, Енріко Чеккетті та Ніколас Легат. 

### Російські балети
У 1923 році де Валуа приєднався до відомого балетного товариства Російські балети, заснованого російським імпресаріо Сергієм Дягілєвим. Вона пробула в компанії три роки, виступаючи по всій Європі і отримавши звання солістки, а також створюючи ролі в деяких найвідоміших балетах компанії, включаючи Les biches та Le Train Bleu. За цей час вона також була наставницею Алісії Маркової, яка на той час була ще дитиною, але врешті-решт була визнана Prima Ballerina Assoluta і однією з найвідоміших англійських танцюристок усіх часів. Пізніше у своєму житті Валуа сказала, що все, що вона знала про те, як керувати балетною трупою, вона дізналася, співпрацюючи з Дягілєвим. Вона відступила від регулярних інтенсивних танців у 1924 році, після того, як лікарі виявили пошкодження від раніше недіагностованого випадку дитячого поліомієліту.

### Лондонські та Дублінські школи танців
Покинувши «Російські балети», у 1927 році де Валуа заснував Академію хореографічного мистецтва, школу танців для дівчат у Лондоні та Театральну школу балету Абатства, Дублін. Її кінцевою метою в Лондоні було створити репертуарну балетну трупу, в якій танцюристи були зібрані зі школи та навчалися в унікальному британському стилі балету.  Учні школи отримали професійний сценічний досвід, виступаючи в опері та виставах, поставлених у Театрі Олд Вік, де Валуа поставив хореографію кількох коротких балетів для театру. На той час Ліліан Бейліс була власницею Олд -Віка, а в 1928 році вона також придбала та відремонтувала театр Садлер-Уеллс з наміром створити сестринський театр Старої Віки. Вона найняла де Валуа для постановки повномасштабних танцювальних постановок в обох театрах, і коли театр «Садлер-Уеллс» знову відкрився в 1931 році, де Валуа переніс її школу в студії під новою назвою «Балетна школа Sadler's Wells». Також була створена балетна трупа, відома як балет Віка-Уеллса. Балетна трупа і школа Віка-Уеллса були попередниками сучасного Королівського балету, Бірмінгемського королівського балету та Королівської балетної школи.
Також у 1927 році, у травні, В. Б. Єйтс, поет і співзасновник Театру Еббі, запропонувала де Валуа під час її відвідування Дубліну створити балетну школу в місті, і приблизно з листопада вона взяла на себе відповідальність за створення театру балету абатства в Дубліні. Це перший, мабуть, з п'яти проектів національної балетної школи Ірландії протягом 20 -го століття тривав до червня 1933 року, а 7 із 16 студентів -випускників продовжували займатися танцями, причому 2 заснували наступний національний проект балету — «Школу абатства» балету ".

### Хореографія
Протягом цих років де Валуа щороку випускала ряд балетів, переважно на власну хореографію. Вона також працювала з музикою, спеціально замовленою ірландськими сучасними композиторами, такими як «Фавн» Гарольда Р. Уайта (квітень 1928 р.), «Питний ріг» Артура Даффа та «Синя Борода» Дж. Ф. Ларшета (обидва в липні 1933 р.).

### Балет Віка-Уеллса
На момент свого створення в балеті Віка-Уеллса було всього шість танцюристок, в якому де Валуа працювала ведучою танцівницею та хореографом. Свою першу повну балетну постановку компанія виконала 5 травня 1931 року в Олд -Віку, запросивши Антона Доліна. Його перша вистава в театрі Садлера Уеллса відбулася через кілька днів, 15 травня 1931 року. В результаті успіху компанії де Валуа найняла нових танцюристів і хореографів. Вона повністю пішла зі сцени у 1933 році, після того як Алісія Маркова приєдналася до компанії і була призначена Пріма Балерина.
Під керівництвом де Валуа трупа процвітала в 1930-х роках, ставши однією з перших західних танцювальних компаній, яка виконала класичний балетний репертуар, що виконував відомий Імператорський російський балет. Вона також розпочала створення британського репертуару, залучивши Фредеріка Ештона як головного хореографа та Константа Ламберта як музичного керівника у 1935 році вона також виступила хореографом низки власних балетів.
Зрештою до складу компанії увійшли багато найвідоміших артистів балету у світі, включаючи Марго Фонтейн, Роберта Хелпманна, Мойру Ширер, Берил Грей та Майкла Сомеса . У 1949 році балет «Sadler Wells» став сенсацією, коли вони гастролювали по США. Фонтейн миттєво став міжнародною знаменитістю.
У 1947 році де Валуа заснувала першу балетну школу в Туреччині. Сформована як балетна школа Турецької державної опери та балету в Стамбулі, ця школа згодом була поглинена і стала Школою музики та балету при Державній консерваторії Анкари, відділом університету Хачеттепе .

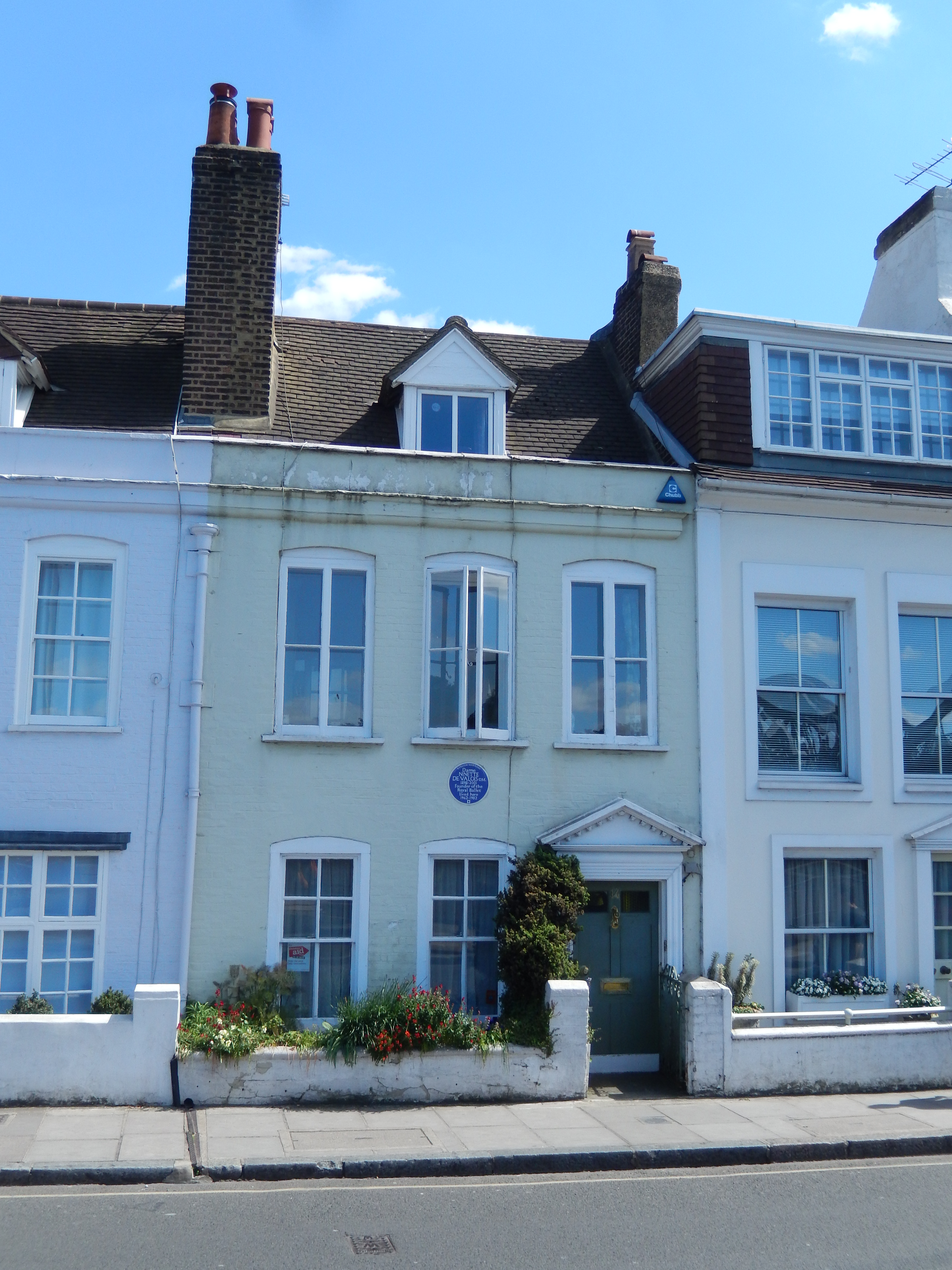
Будинок Нине́тт де Валуа́ за адресою 14, The Terrace, Barnes, з видом на річку, з блакитною дошкою англійської спадщини, «Дама NINETTE DE VALOIS OM 1898—2001 Засновник Королівського балету жив тут 1962—1982»

### Королівський балет
У 1956 році балетна трупа та школа отримали Королівську Хартію королеви Єлизавети II. Де Валуа подбала про те, щоб її компанія мала постійний запас талантів, а в наступні роки в ній були такі зірки, як Світлана Беріосова, Антуанетта Сіблі, Надя Неріна, Лінн Сеймур і, що найбільш сенсаційно, Рудольф Нурієв. Вона також запросила хореографів, таких як сер Кеннет Макміллан і Джордж Баланчін, працювати з її компанією. Вона офіційно пішла з поста директора Королівського балету в 1963 році, але її присутність продовжувала зростати в компанії, і те саме було зі Школою, з якої вона офіційно вийшла на пенсію в 1970 році.
Де Валуа виступала покровителем або прихильником ряду інших проектів, включаючи Коркову балетну компанію та Ірландську національну балетну компанію в Ірландії.

#### Турецький державний балет
Як і у випадку з балетом на Британських островах, де Валуа мала великий вплив на розвиток балету в Туреччині, яка не мала попередньої історії з цим видом мистецтва. Уряд Туреччини запропонував їй дослідити можливість створення балетної школи в країні, і вона згодом відвідала країну в 1940-х роках, відкривши школу за тією ж моделлю, що і її балетна школа Sadler's Wells в Лондоні. Спочатку дуже мало людей серйозно сприйняли проект, але школа таки міцно закріпилася під керівництвом Моллі Лейк і Тревіса Кемпа, які в 1954 році взяли на себе зобов'язання керувати ним на прохання де Валуа; це в кінцевому підсумку призвело до розвитку Турецького державного балету .
Після навчання першого набору учнів у новій школі, де Валуа випустив ряд перших виступів державної балетної компанії, дозволивши виступати артистам Королівського балету, включаючи Марго Фонтейн, Надію Неріну, Аню Лінден, Майкла Сомеса та Девіда Блера. Вона монтувала постановки традиційного класичного репертуару, включаючи «Коппелію», «Жизель», «Дон Кіхота», «Лебедине озеро» і «Лускунчик», а також сучасні балети «Фредерік Ештон» «Les Patineurs», «Les Rendezvous» та «Принц пагод» та власні балети «Rake's Progress», Мат та Орфей.
У 1965 році де Валуа створила і поставила хореографію першого повнометражного твору, створеного для нового Турецького державного балету. Під назвою «Чешмебаші» (біля фонтану) балет був першим, де прозвучала музика турецького композитора Феріта Тузуна, а її хореографія включала елементи турецького народного танцю. Сьогодні балет продовжує бути процвітаючим видом мистецтва в Туреччині, і школа балету, яку створила де Валуа, зараз є частиною Державної консерваторії музики та драми при Державній консерваторії Анкари.

## Хореографічні твори
Серед її ранніх хореографічних творів — постановка грецької трагедії «Орестея», яка відкрила Кембриджський фестивальний театр Теренса Грея в листопаді 1926 року Де Валуа вперше зарекомендувала себе як хореограф, який випустив кілька коротких балетів для лондонського театру Олд Вік. Вона також поставила хореографію для п'єс та опер у театрі, які виконували всі її учні.  Після створення балету Віка-Уеллса її перша велика постановка «<i id="mw_Q">Джоб»</i> (1931) стала першим балетом, який визначив майбутнє репертуару британського балету.
Пізніше, після призначення Фредеріка Ештона першим головним хореографом компанії в 1935 році  де Валуа співпрацювала з ним для створення серії авторських балетів, які визнані наріжними каменями британського балету. До них належали „Прогрес граблів“ (1935) та „Мат-мат“ (1937). 

### Вакансія(1931)
Найдавніший балет в репертуарі Королівського балету, „Джоб“ вважається найважливішою роботою у розвитку британського балету і став першим балетом, створеним повністю британською творчою командою. Балет був створений і хореографічно де Валуа з замовленою партією під назвою» Робота, танцювальна маска", написана Ральфом Воганом Вільямсом, з оркестровками Константа Ламберта та дизайном Гвендолен Раверат. Лібрето для балету було написано Джеффрі Кейнсом і базується на вигравіруваному виданні Книги Йова з Єврейської Біблії Вільяма Блейка. Складається з восьми сцен, балет натхненний гравюрами Блейка, і тому де Валуа створив хореографію балету, використовуючи переважно мімізовані дії, щоб створити простий декоративний ефект.
Незважаючи на те, що хореографію балету називають «нерівномірною», Job демонструє ряд відомих танців, які продовжують виконувати регулярно. Найвідоміші витяги — Танець Сатани, акробатичне соло для танцюриста -чоловіка, танець втішителів Joba та сатиричні експресіоністичні танці, що представляють війну, мор і голод. Світова прем'єра фільму «Job» відбулася 5 липня 1931 року і була представлена для членів Товариства Камарго в Кембриджському театрі, Лондон. Перший публічний виступ балету відбувся 22 вересня 1931 р. У театрі Олд Вік.

### Інші роботи
Серед інших творів Нінетт де Валуа:
- Бальний зал з привидами (1934)
- Бар з феєрами-Бергер (балет) (1934)
- Прогрес граблів (1935)
- Як тобі подобається (1936)
- Мат (1937)
- Кожен гусак
- Боги йдуть жебракувати
- Барабау
- Перспектива перед нами (1940)
- Келоглан (1950)
- Біля фонтанної голови (1963)
- Чешмебаші (1965), для турецької державної опери та балету
- Синфонієтта (1966)
- Коппелія

## Відзнаки та нагороди

### Відзнаки
Нінетт де Валуа була призначена Командором Ордену Британської імперії (CBE) 1 січня 1947 р. частина 1], а 1 січня 1951 р. Отримала звання командувача дамою. Вона стала членом Ордена пошани сподвижників (CH) 31 грудня 1981 р. частина 3], а 2 січня 1992 р. Її королева нагороджена орденом за заслуги.
Вона була призначена шевальє де ла Почесного Легіону на 1 травня 1950 року і отримав орден За заслуги Турецької Республіки на 2 січня 1998 року.

### Нагороди

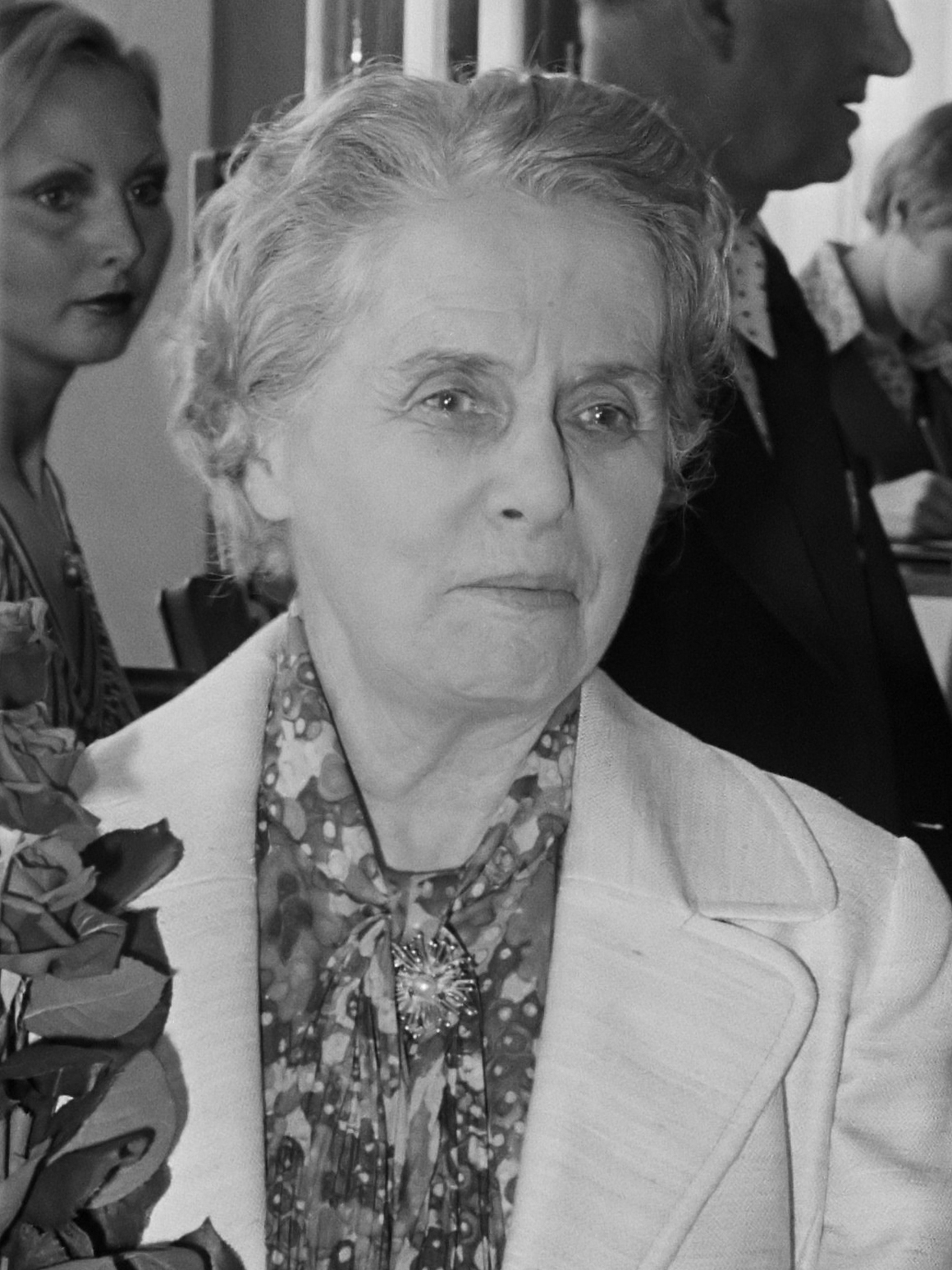
Нине́тт де Валуа́ отримує премію Еразма (1974)

Нінетт де Валуа отримала бронзову нагороду, вручену за заслуги перед балетом від Ірландської католицької сценічної гільдії в 1949 р. Вона була першою лауреатом Королівської академії танцю коронаційної премії королеви Єлизавети II у 1953—1954 роках. 19 липня 1963 року вона отримала почесний член Королівської академії танцю частина 3] та Імператорського товариства вчителів танців 8 березня 1964 року У 1964 році вона отримала Королівське товариство мистецтв Альберта Медаль [нижньогрецька а в 1974 р. Премія Еразма Фонду Премії Еразміанум. Срібну ювілейну медаль королеви Єлизавети II вручили 7 червня 1977 р. а медаль Королівського оперного театру за довгу службу у 1979 р.
Вона отримала премію «Круг критиків» за заслуги у мистецтві у 1989 р. та спеціальну премію Лондонського театру імені Лоуренса Олів'є у 1992 р.
У Сполучених Штатах 27 липня 1981 р. Вона отримала премію Емергентського театру танцю Гарлема.

### Почесна слава
Нінетт де Валуа отримала ступінь доктора музичних наук (DMus) у Лондонському університеті в 1947 р., Університеті Шеффілда 29 червня 1955 р. Трініті-коледж, Дублін у 1957 році та Даремському університеті в 1982 році.
Вона отримала DLitt з Університету Редінгу в 1951 році, Оксфордського університету в 1955 році та Університету Ольстера в 1979 році.
У 1958 році вона отримала ступінь доктора юридичних наук з Університету Абердіна, а 5 липня 1975 року — доктора літератури Університету Сассекса.